# 鹿子木健日子
鹿子木健日子（日语： Kanokogi Takehiko，1914年6月17日—1992年2月19日），日本前男子篮球运动员。他曾代表日本国家队参加了1936年夏季奥林匹克运动会男子篮球比赛，最终队伍获得第九名。他毕业于东京大学。，父親是日本人，母親是波蘭裔德國人。 